# Vlag van Amby

Vlag van de gemeente Amby
(1962-1970)

De vlag van Amby is op 26 februari 1962 vastgesteld als de gemeentelijke vlag van de voormalige gemeente Amby in de Nederlandse provincie Limburg. Sinds 1 juli 1970 is de vlag niet langer als gemeentevlag in gebruik omdat Amby opging in de gemeente Maastricht. De vlag kan als volgt worden beschreven:
Vier banen van geel, rood, wit en zwart met een hoogteverhouding 2:7:7:2.
De kleuren zijn ontleend aan het gemeentewapen. Het ontwerp heeft de goedkeuring van de Hoge Raad van Adel gekregen.

## Eerdere vlag

Vlag van de gemeente Amby
(1955-1962)

Op 27 april 1955 werd door de gemeenteraad een eerdere vlag vastgesteld. Deze bestond uit twee even lange banen van wit en rood. Dit zijn de kleuren van de velden van het gemeentewapen.

## Verwante afbeelding

Wapen van Amby

Ambt Montfort 
· Amby 
· Arcen en Velden 
· Baexem 
· Beegden 
· Belfeld 
· Bemelen 
· Berg en Terblijt 
· Bocholtz 
· Born 
· Broekhuizen 
· Cadier en Keer 
· Echt 
· Eijsden 
· Elsloo 
· Eygelshoven 
· Geleen 
· Grathem 
· Grubbenvorst 
· Haelen 
· Heel 
· Heel en Panheel 
· Heer 
· Helden 
· Herten
· Heythuysen 
· Hoensbroek 
· Horn 
· Horst 
· Hulsberg 
· Hunsel 
· Kessel 
· Klimmen 
· Limbricht 
· Linne 
· Maasbracht 
· Maasbree 
· Margraten 
· Meerlo-Wanssum 
· Meijel 
· Melick en Herkenbosch 
· Montfort 
· Munstergeleen 
· Neer 
· Nieuwenhagen 
· Nieuwstadt 
· Nuth 
· Ohé en Laak 
· Onderbanken 
· Ottersum 
· Posterholt 
· Roggel 
· Roggel en Neer 
· Schaesberg 
· Schinnen 
· Sevenum 
· Sint Odiliënberg 
· Sittard 
· Stevensweert 
· Stramproy 
· Susteren 
· Swalmen 
· Tegelen 
· Thorn 
· Ubach over Worms 
· Ulestraten 
· Urmond 
· Valkenburg-Houthem 
· Vlodrop 
· Wessem 
· Wittem